# Ел Паво Реал (Запотлан де Хуарез)
Ел Паво Реал (шп. El Pavo Real) насеље је у Мексику у савезној држави Идалго у општини Запотлан де Хуарез. Насеље се налази на надморској висини од 2360 м.

## Становништво
Према подацима из 2005. године у насељу су живела 3 становника.

### Хронологија
| Година       | 2000        | 2005 |
| ------------ | ----------- | ---- |
| Становништво | 17 (7 / 10) | 3    |

### Попис
| # | Индикатор                        | Вредност |
| - | -------------------------------- | -------- |
| 1 | Укупно појединачних домаћинстава | 2        |